# Hindou Oumarou Ibrahim

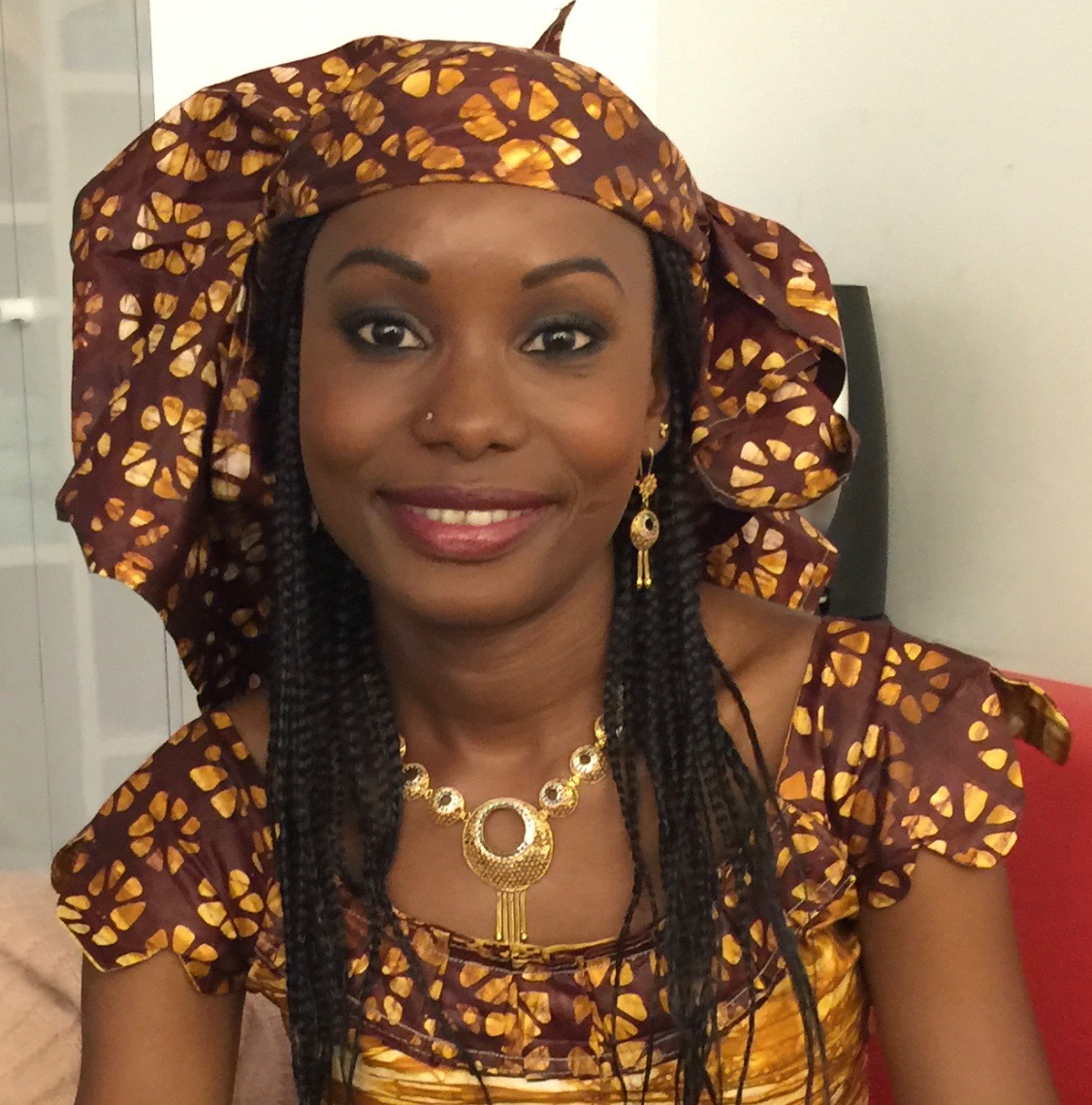
Hindou Oumarou Ibrahim (2015)

Hindou Oumarou Ibrahim (* 1984) ist eine tschadische Bürgerrechtlerin. Sie ist Koordinatorin der Association des Femmes Peules Autochtones du Tchad (AFPAT). Sie nimmt als Vertreterin indigener Völker regelmäßig an den UN-Klimakonferenzen teil.

## Leben
Ibrahim stammt aus der nomadischen Gemeinschaft Mbororo im Tschad. Sie hatte die Chance eines Schulbesuchs, weil ihre Eltern sich in der Hauptstadt N’Djamena niederließen; dass ihre Mutter ihr den Schulbesuch ermöglichte, hatte für die Mutter die Ablehnung von der Familie ihres Vaters und ihrer eigenen Familie zur Folge.

## Wirken
Ibrahim beschreibt, dass die Klimakrise im Tschad kein Problem der Zukunft, sondern bereits heute eine grausame Realität sei. So breitet sich hier die Sahara immer weiter aus, während die großen Binnengewässer schrumpfen. Damit erschweren sich die Lebensbedingungen durch Dürren und daraus entstehenden Konflikten immer stärker. In der Tat stieg die Anzahl von Hitzewellen mit Temperaturen von bis zu 50 °C im Zeitverlauf an.
Ibrahim weist auf einen Zusammenhang zwischen der Klimakrise und der terroristischen Gruppe Boko Haram hin. So sagte sie: „Boko Haram garantiert den Menschen vor Ort das Überleben, wo es die Regierung nicht schafft. Der Klimawandel sorgt für mehr Ungleichheit, er wird hier im Tschad aber gleichzeitig zu einem internationalen Sicherheitsproblem.“
Ibrahim veröffentlichte weltweit zahlreiche Beiträge in Zeitungen. Auch war sie 2019 im Handbuch Wann wenn nicht wir (engl. This Is Not A Drill) der Klimaaktivisten von Extinction Rebellion mit einem Kapitel vertreten.
Im Jahr 2018 wurde sie in der BBC-Serie 100 Women vorgestellt. Das US-amerikanische Time-Magazin führte sie 2019 im Artikel „Meet 15 Women Leading the Fight Against Climate Change“ als eine von 15 Frauen, die den Kampf gegen den Klimawandel anführen, auf.
2021 erhielt Ibrahim einen Rolex-Preis für Unternehmungsgeist.